# Fine Brothers
Fine Brothers Entertainment (FBE) là một công ty truyền thông Hoa Kỳ, được thành lập bởi Benny Fine (sinh ngày 19 tháng 3 năm 1981) và Rafi Fine (sinh ngày 9 tháng 6 năm 1983), người sáng tạo và doanh nhân truyền thông. FBE được biết đến với các loạt video React. Họ có 3 kênh YouTube (FBE, FBE2, REACT), 5 trên Facebook (FBE, FBE Shows, Do They Know It, What Would My Kid Do, and Reverse Ratings), với nhiều phần khác nhau (React to That, Celebs React, Six Degrees of Everything, Emo Dad, và Sing It!).
Kênh của Fine Brothers đã có tổng cộng 6.6 tỷ lượt xem và có hơn 17 triệu lượt đăng ký.

## Các kênh
- FBE
- FBE2
- REACT

## Điện ảnh
| Năm            | Tên                                |
| -------------- | ---------------------------------- |
| 2008–2010      | Lost: What Will Happen Next?       |
| 2008–nay       | Spoiler Alert!                     |
| 2009           | The Overthinker                    |
| 2009           | 3-Way                              |
| 2010–nay       | Last Moments of Relationships      |
| 2010–nay       | Kids React                         |
| 2010–2011      | Harry Potter Deleted Scenes        |
| 2010–2011      | Lindsay Lohan Needs Real Friends   |
| 2011–nay       | Teens React                        |
| 2012–2014      | MyMusic                            |
| 2012–nay       | Elders React                       |
| 2012–nay       | YouTubers React                    |
| 2013, 2016–nay | Emo Dad                            |
| 2013–nay       | Fine Time (ban đầu là Update Vlog) |
| 2014–nay       | React: Gaming                      |
| 2014–nay       | People vs. Food                    |
| 2014–nay       | React: Advice                      |
| 2014–nay       | React: Lyric Breakdown             |
| 2014–2015      | React: Opinions                    |
| 2014–2015      | React Remix                        |
| 2014–nay       | Inappropriate Parents              |
| 2014           | Underwater Movie Scenes            |
| 2015–nay       | Adults React                       |
| 2015–nay       | React: Do They Know It?            |
| 2015-2018      | Reverse Ratings                    |
| 2016–nay       | Sing It!                           |
| 2016–nay       | Sample School                      |
| 2016–nay       | Celebs React                       |
| 2016–nay       | Quizzicle                          |

| Năm       | Tên                       |
| --------- | ------------------------- |
| 2014–2015 | React to That             |
| 2015      | Six Degrees of Everything |

## Giải thưởng và đề cử
Dưới đây là danh sách các giải thưởng, đề cử, sự công nhận và những thành tích mà Fine Brothers đã giành được.
| Năm  | Tác phẩm đề cử                                                                                           | Thể loại                                        | Tên giải thưởng          | Kết quả   | Ref.  |
| ---- | --- | ----------------------------------------------- | ------------------------ | --------- | ----- |
| 2012 | Kids React                                                                                               | Best Viral Video Series                         | 39th Daytime Emmy Awards | Đoạt giải | [ 1 ] |
| 2012 | Kids React                                                                                               | Best Variety Web Series                         | Inaugural IAWTV Awards   | Đoạt giải | [ 2 ] |
| 2013 | Kids React                                                                                               | Best Variety Series                             | 2013 IAWTV Awards        | Đề cử     | [ 3 ] |
| 2013 | MyMusic                                                                                                  | Best Interactive/Social Media Experience        | 2013 IAWTV Awards        | Đề cử     | [ 3 ] |
| 2013 | MyMusic                                                                                                  | Best Supplemental Content                       | 2013 IAWTV Awards        | Đề cử     | [ 3 ] |
| 2013 | Kids React                                                                                               | Best Non-Fiction or Reality Series              | 3rd Streamy Awards       | Đoạt giải | [ 4 ] |
| 2013 | Themselves                                                                                               | Audience Choice for Personality of the Year     | 3rd Streamy Awards       | Đề cử     | [ 5 ] |
| 2013 | MyMusic                                                                                                  | Audience Choice for Series of the Year          | 3rd Streamy Awards       | Đề cử     | [ 5 ] |
| 2013 | MyMusic                                                                                                  | Best Direction                                  | 3rd Streamy Awards       | Đề cử     | [ 5 ] |
| 2013 | MyMusic                                                                                                  | Best Comedy Series                              | 3rd Streamy Awards       | Đề cử     | [ 5 ] |
| 2013 | MyMusic                                                                                                  | Best Writing: Comedy                            | 3rd Streamy Awards       | Đề cử     | [ 5 ] |
| 2013 | MyMusic                                                                                                  | Best Editing                                    | 3rd Streamy Awards       | Đề cử     | [ 5 ] |
| 2014 | Kids React                                                                                               | Best Directing (Non-Fiction)                    | 2014 IAWTV Awards        | Đề cử     | [ 6 ] |
| 2014 | Kids React                                                                                               | Best Variety Web Series                         | 2014 IAWTV Awards        | Đoạt giải | [ 6 ] |
| 2014 | MyMusic                                                                                                  | Best Supplemental Content                       | 2014 IAWTV Awards        | Đề cử     | [ 6 ] |
| 2016 | Elders Gaming                                                                                            | Online Film and Video - Gaming (Channel)        | 2016 Webby Awards        | Đoạt giải | [ 7 ] |
| 2016 | Kids React                                                                                               | Online Film and Video - Reality                 | 2016 Webby Awards        | Đoạt giải | [ 8 ] |
| 2016 | Fine Brothers Entertainment                                                                              | Online Film and Video - Entertainment (Channel) | 2016 Webby Awards        | Đề cử     | [ 9 ] |
| 2016 | Do They Know It?                                                                                         | Non-Fiction                                     | Streamy Awards           | Đề cử     |       |
| 2016 | Kids React (Daniel Seibert, Jordan Towles, Alyssa Salter, Cara Bomar, Luke Braun, Benny Fine, Rafi Fine) | Editing                                         | Streamy Awards           | Đề cử     |       |
| 2016 | Emo Dad                                                                                                  | Animated                                        | Streamy Awards           | Đề cử     |       |